# Thomas Fairfax, 3. Lord Fairfax of Cameron

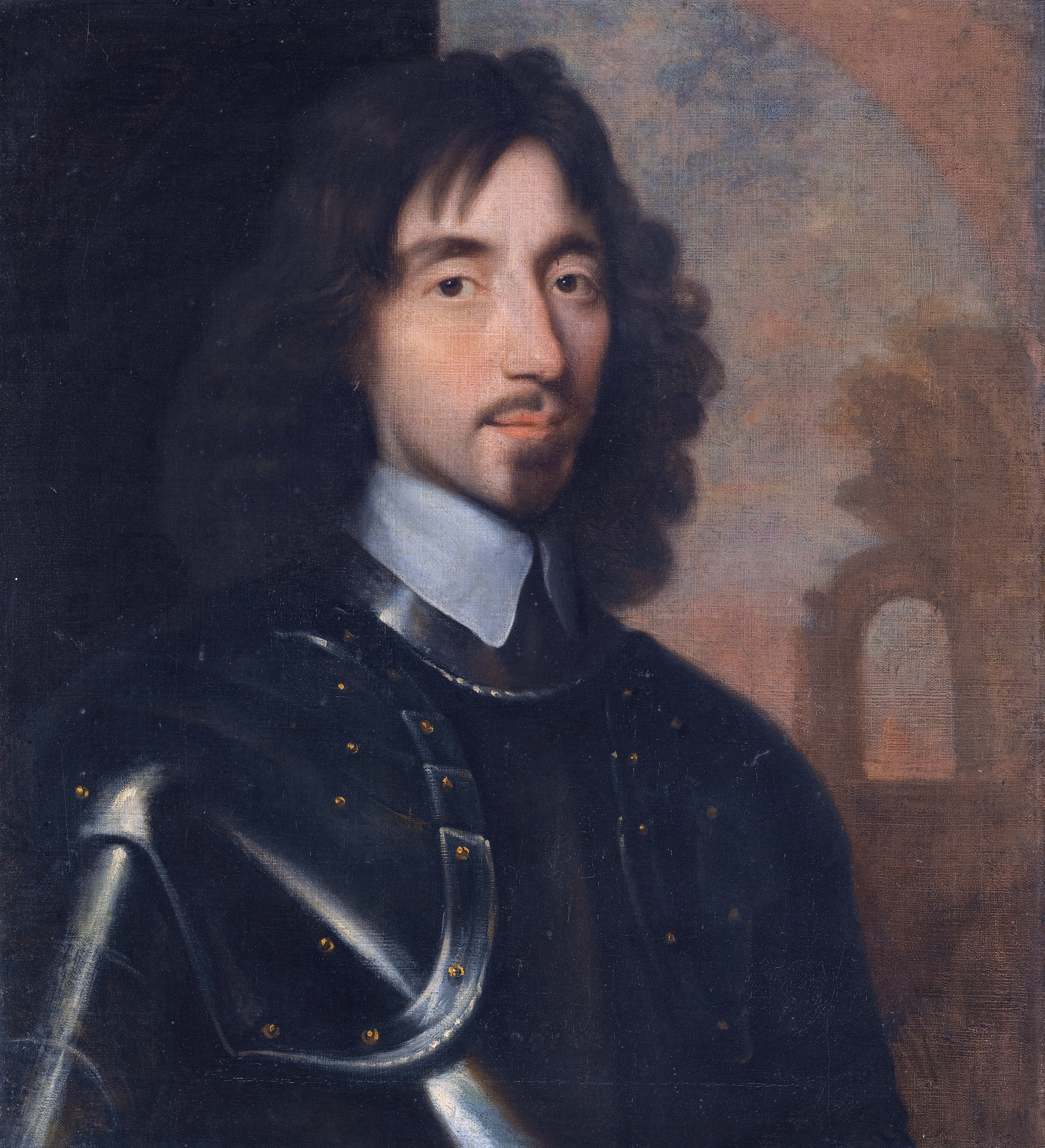
Thomas Fairfax, 3. Lord Fairfax of Cameron

Thomas Fairfax, 3. Lord Fairfax of Cameron (* 17. Januar 1612 in Denton, Yorkshire; † 12. November 1671 in Nunappleton) war während des Englischen Bürgerkriegs General und Oberbefehlshaber des Parlamentsheers, der New Model Army.

## Leben
Fairfax war der Sohn des Truppenführers Ferdinando Fairfax, 2. Lord Fairfax of Cameron. Obwohl die Familie einen Titel der Peerage of Scotland führte, war sie in England ansässig.
Fairfax studierte in Cambridge, diente dann als Freiwilliger in Holland und wurde beim Ausbruch des Bürgerkriegs vom Parlament zum General der Reiterei ernannt. Er zeichnete sich in der Schlacht von Marston Moor aus, in der er selbst schwer verwundet wurde und sein Bruder Charles fiel.
Im Jahr 1645 wurde er zum kommandierenden General des neu ausgehobenen Parlamentsheeres ernannt. Bald gewann Oliver Cromwell, der ihm als Generalleutnant beigegeben war und mit seiner Reitertruppe, den Ironsides, wesentlich zu den Siegen der New Model Army beitrug, großen Einfluss auf ihn. Nach dem Sieg in der Schlacht von Naseby (14. Juni 1645) unterwarf Fairfax ganz England westlich von London, belagerte Leicester, zwang das stark besetzte Oxford zur Kapitulation und empfing dann in London den Dank des Parlaments.
Seinem Gegner, König Karl I. von England, den die schottische Armee ihm gegen Zahlung von 400.000 Pfund Sterling auslieferte, begegnete er mit viel Achtung. 1648 erbte er nach dem Tode seines Vaters den bis dahin von diesem geführten Titel Lord Fairfax of Cameron. Nachdem der König entfliehen konnte und den Kampf wieder aufgenommen hatte, belagerte Fairfax mit seinen Truppen erfolgreich Colchester, während Cromwell die Schotten besiegte. Fairfax unterstützte die Säuberung des Parlaments durch Cromwell und wurde zum Vorsitzenden des Gerichts ernannt, welches über den König urteilen sollte. Als er jedoch feststellen musste, dass das Ziel des Verfahrens die Hinrichtung des Königs war, nahm er sein Amt nicht mehr wahr. Nach dem Tod Karls I. zum Befehlshaber der Truppen in England und Irland ernannt, gab er im Jahr 1650 vor Beginn des Feldzuges gegen die Schotten sein Amt auf, worauf Cromwell seine Stelle einnahm. Er erhielt eine jährliche Pension von £5000 und zog sich auf sein Landgut zurück.
Im Jahr 1660 gehörte Fairfax als Abgeordneter für Yorkshire dem Parlament an, welches die Wiederherstellung der Monarchie beschloss und führte die Abordnung an, die Karl II. aus dem Exil in Holland zurückholte. Nach Auflösung dieses Parlaments Ende des Jahres zog er sich endgültig auf seine Güter zurück, wo er am 12. Februar 1671 starb.

## Familie
Fairfax heiratete im Jahr 1637 Anne de Vere, eine Tochter von Horace Vere, 1. Baron Vere of Tilbury. Das Ehepaar hatte eine Tochter, die später George Villiers, 2. Duke of Buckingham, heiratete. Der Titel fiel beim Tode von Fairfax an seinen Cousin Henry.

## Werke
Fairfax hinterließ außer anderen Schriften „Memoirs“ (London 1699). Seinen Briefwechsel gab Johnson (London 1848–1849, 4 Bde.) heraus.
- George W. Johnson und Robert Bell: The Fairfax Correspondence: Memoirs of the Reign of Charles the First. 4 Bände. R. Bentley, London 1848–1849